# Crisisbeheersingsplan
Een crisisbeheersingsplan beschrijft de procedures bij rampen in het algemeen. De procedures kunnen worden verfijnd in een zogenaamde crisisbestrijdingsplan, dat zich op detailniveau richt op een specifieke ramp of locatie. Hierbij kan worden gedacht aan een crisisbestrijdingsplan Hoogwater of crisisbestrijdingsplan blokkade vaarwegen.
Een crisisbeheersingsplan en een crisisbestrijdingsplan zijn varianten op het rampenplan en het rampenbestrijdingsplan maar richten zich nadrukkelijker ook op dreigingen (van terroristische aanslagen), verstoring van de openbare orde (blokkades, demonstraties etc.) en de rechtsorde (gijzelingen, kapingen, bommelding et cetera), terwijl een rampenplan en rampenbestrijdingsplan zich vooral beperken tot fysieke veiligheidsrisico's (zoals brand).